# Instituto Cervantes

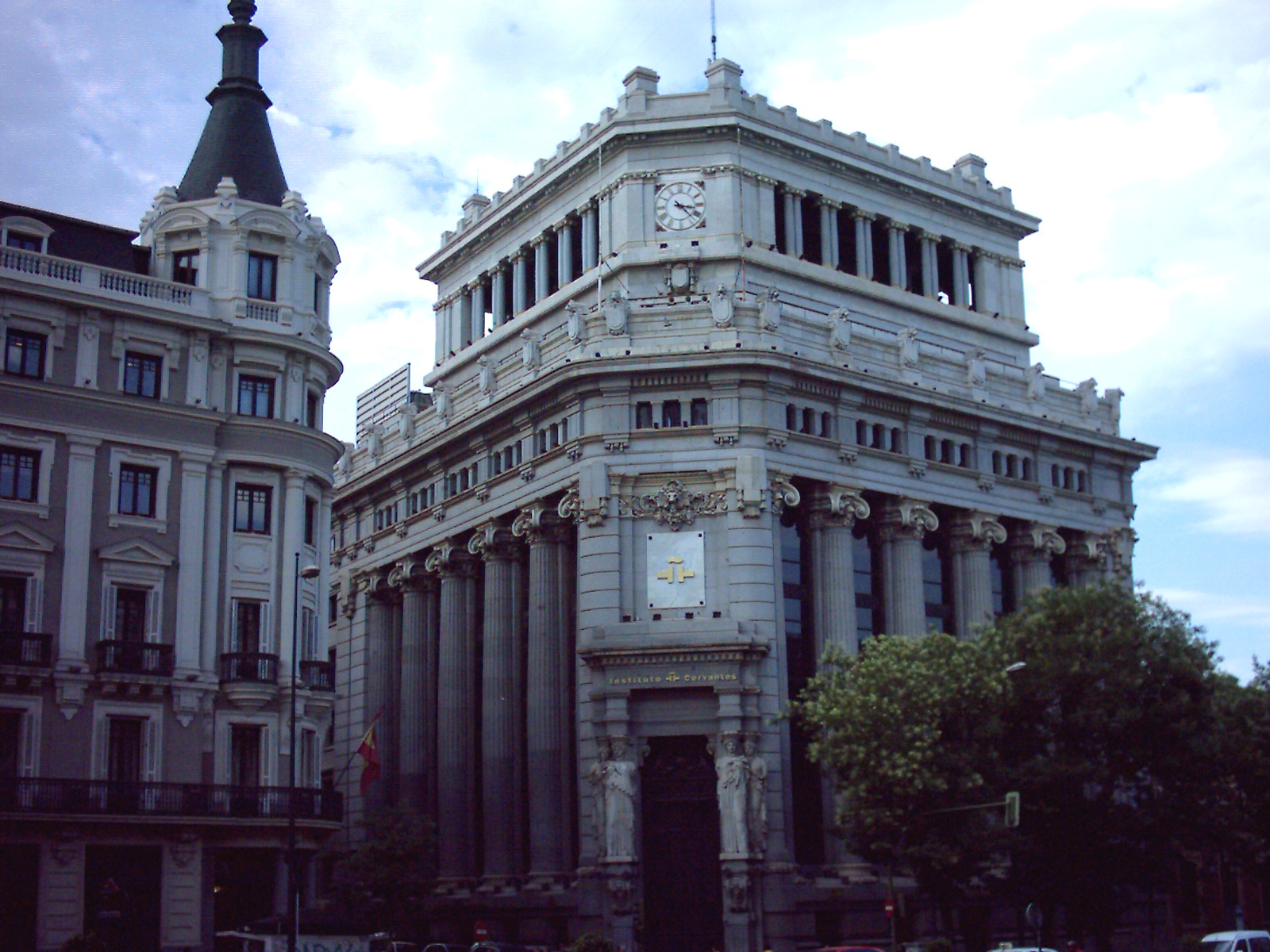
Sede do Instituto na Calle de Alcalá de Madri

O Instituto Cervantes é uma instituição cultural pública criada em 11 de maio de 1990 pelo conselho de ministros, dependente do Ministério de Assuntos Exteriores da Espanha.
Sua tarefa é a promoção e ensino da língua espanhola, assim como a difusão da cultura da Espanha e da América Hispânica. O Instituto Cervantes tem o nome do escritor Miguel de Cervantes.
Suas sedes centrais estão em Madri, no edifício da Calle de Alcalá, antiga sede do Banco Central Espanhol (desenho de Antonio Palacios, em 1910) e na rua de livreiros de Alcalá de Henares, lugar do nascimento do escritor Miguel de Cervantes.
Atualmente, o diretor do Instituto Cervantes é Víctor García de la Concha(no cargo desde 27 de janeiro de 2012) e seu secretário geral é, desde 14 de abril de 2012, Rafael Rodríguez-Ponga.

## Objetivos e funções[4]
Os objetivos do Instituto Cervantes são, segundo o artigo 3 da Lei 7/1991, de 21 de março, os seguintes:
1. Promover universalmente o ensino, o estudo e o uso do espanhol e fomentar medidas e ações que contribuam para a difusão e melhora da qualidade destas atividades.
2. Contribuir para a difusão da cultura no exterior em coordenação com os demais órgãos competentes da administração do Estado.

Ele se encarga de:
- Organizar cursos de língua espanhola.
- Organizar cursos de idiomas co-oficiais na Espanha.
- Organizar os exames e emitir o(s) Diploma de Espanhol como Língua Estrangeira (DELE)
- Atualizar os Métodos de Ensino e a formação inicial do professorado.
- Apoiar o trabalho dos hispanistas.
- Difundir a língua espanhola.
- Colaborar com instituições, sociedades e países Hispano-americanas na difusão de sua cultura.
- Dispor de bibliotecas abertas ao público.

## Atividade acadêmica
É uma das principais funções do Instituto, que foi criado para estender a cultura e o ensino da língua espanhola no mundo. Para isso, conta com 77 centros no mundo, 1240 professores e mais de 1600 horas de aula ao dia.

### Diploma de Espanhol como Língua Estrangeira
Los Diplomas de Espanhol como Língua Estrangeira (DELE), criados em 1988, são títulos que certificam o grau de competência e domínio do espanhol como língua estrangeira. O Instituto Cervantes consente estes títulos em nome do Ministério de Educação e Ciência da Espanha com a participação da Universidade de Salamanca na elaboração dos conteúdos e sua avaliação.

### Aula Virtual de Espanhol
O Instituto Cervantes conta com a Sala de Aula Virtual de Espanhol, na qual se organizam cursos pela Internet. Na Espanha, se concentrou no ensino de espanhol para imigrantes, trabalho realizado em colaboração com as Escolas Oficiais de Idiomas. Em 2009 se chegou a um acordo para que o AVE aparecesse na intranet do Starbucks para que se ensinasse o espanhol a seus empregados nos Estados Unidos.

### Centro de Formação de Professores
O Centro de Formação de Professores (CFP), estabelecido na la sede de Alcalá de Henares (Madrid), no Colegio del Rey, calle Libreros, 23, se tornou um centro de referência na formação de professores, tanto inicial como continuada. O melhor exemplo deste trabalho é o Mestrado em Ensino do Espanhol como Língua Estrangeira em colaboração com a Universidad Internacional Menéndez Pelayo.

### Congresso Internacional da Língua Espanhola
Mais uma das funções do Instituto Cervantes, é a organização, junto com a Real Academia Española, do Congresso Internacional da Língua Espanhola, fóruns de reflexão sobre o idioma espanhol que acontecem a cada três anos em alguma cidade da Hispano-américa. Até 2007 já aconteceu em Zacatecas (México), Valladolid, (España), Rosario (Argentina) e Cartagena de Indias (Colombia).

### Lingu@net Europa
Projeto da Comissão Europeia para facilitar o acesso a recursos de qualidade «on line» para o aprendizado das línguas europeias.

### Arquivo Gramatical da Língua Espanhola
O Arquivo Gramatical da Língua Espanhola (AGLE) é um projeto de informatizar as milhares de anotações manuscritas do gramático Salvador Fernández Ramírez,finalizado e publicado em 2010 no Centro Virtual Cervantes.